# Лебак
Леба́к (индон. Lebak) — округ в индонезийской провинции Бантен. В состав округа входит 28 районов, 340 сельских поселений и 5 городских. Через округ проходит железная дорога Джакарта—Мерак.

## История
В округе Лебак в январе 1856 года пост ассистента-резидента получил Эдуард Доувес Деккер. Он столкнулся с чудовищными злоупотреблениями местных индонезийских правителей, а также обнаружил, что его предшественник Каролюс был отравлен. После того, как обвинение, выдвинутое им против регента (высшая должность в провинции для индонезийского правителя) было отвергнуто руководством колонии, он в феврале 1856 года подал в отставку. Не встретив понимания властей и не найдя работу на Яве, в следующем году он окончательно вернулся в Европу. В 1859 году в Брюсселе Доувес Деккер написал роман «Макс Хавелар, или Кофейные аукционы Нидерландского торгового общества», оказавший огромное влияние на правящие круги Нидерландов и благодаря блестящему языку установившему новые стандарты в голландской литературе.

## Административное деление
Округ делится на следующие районы:
- Банджарсари
- Баях
- Боджонгманик
- Чибадак
- Чибебер
- Чигемблонг
- Чихара
- Чиджаку
- Чикулур
- Чилесес
- Чилогранг
- Чимарга
- Чипанас
- Чиринтен
- Чиругбитунг
- Гурунгкенчана
- Каланг Аньяр
- Лебак Гедонг
- Лёвидамар
- Маджа
- Малингпинг
- Мунчанг
- Пангаранган
- Ранкгасбитунг
- Саджира
- Собанг
- Ванасалам
- Варунгунунг